# Gervai Péter

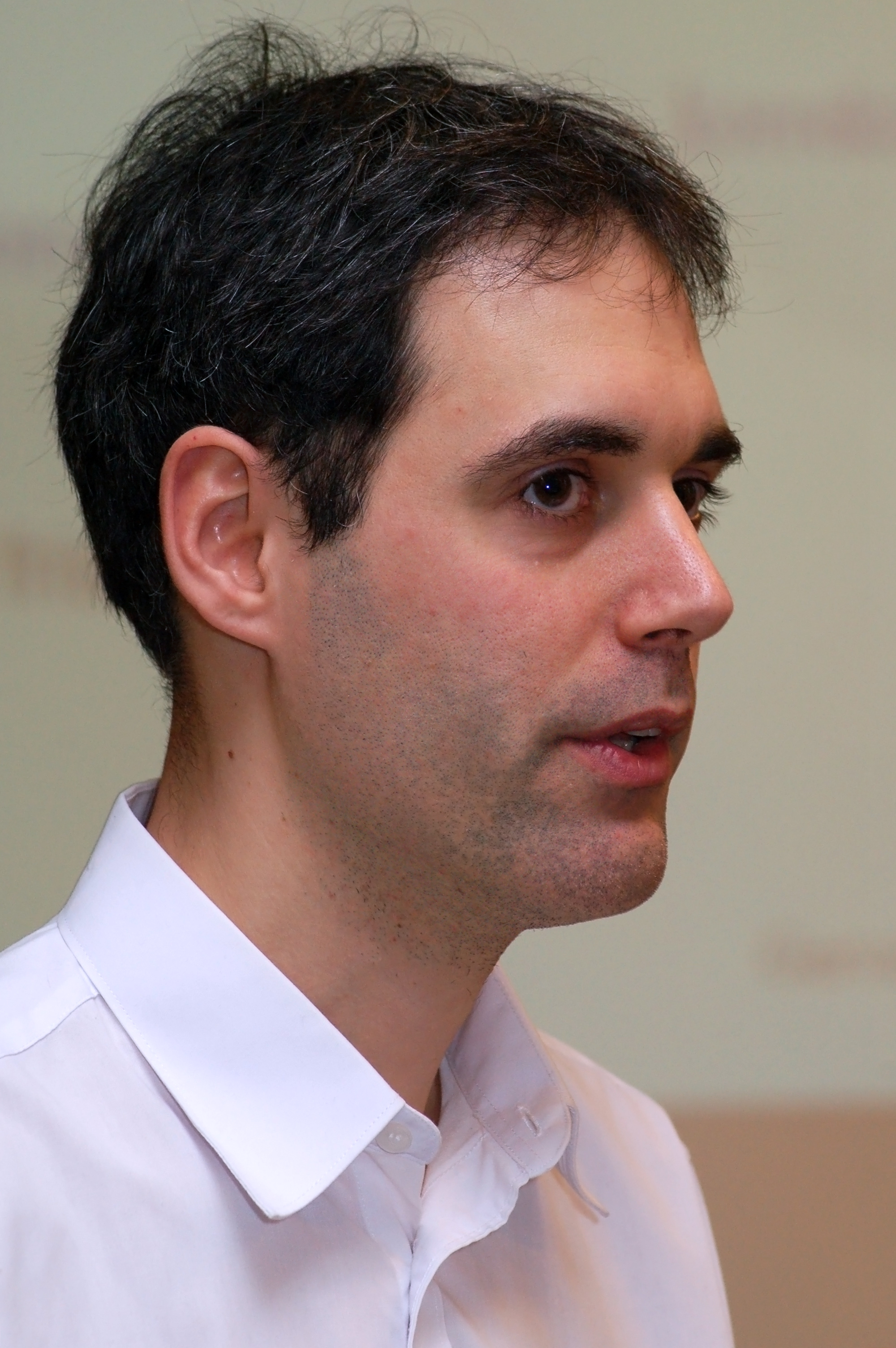
A 10 éves a Wikipédia konferencián

Gervai Péter (Debrecen, 1972. január 7. –) magyar informatikus, fejlesztőmérnök és wikipédista. A Magyar Wikipédia alapítója, valamint kezdeti időszakában az internetes enciklopédia fejlesztésének vezetője volt. 2008 őszétől a Wikimédia Magyarország elnöke és alapító tagja. Nős, két fiú édesapja. Ismert internetes neve grin.

## Életpályája
Gervai Péter 1990-ben érettségizett a debreceni Fazekas Mihály Gimnáziumban, majd a budapesti Kandó Kálmán Villamosipari Műszaki Főiskolán szerzett diplomát. Fiatal kora óta foglalkozik számítógépekkel; a hajdani magyarországi FidoNet aktív törzstagja és moderátora, és a LifeForce BBS – az egyik első magyarországi BBS – üzemeltetője volt. Elindítója a Mozilla Open Directory magyar nyelvű részének; hosszú ideig operátora a Magyar Linux IRC csatornának, közreműködője számos nyílt forrású projektnek. Internetszolgáltatással, valamint biztonságtechnikával, hálózattervezéssel és programozással foglalkozik. Aktív közreműködője az OpenStreetMap alkalmazásnak, valamint segítője a Wikipédiával való együttműködésének. A Cory-Net Kft. műszaki igazgatója, az Internetszolgáltatók Tanácsa volt elnökségi, a CsaTolna egyesület egyik alapító tagja.
A Wikipédiára egy internetes keresés során talált rá, majd az ötlettel azonosulva megkezdte a hazai változat fejlesztését. 2003 áprilisáig „Grin” eljutott a magyar változat újabb, lehetőségek szerint komoly verziójának gondolatáig, és 2003. július 8-án feltöltötte a világhálóra az általa alkotott logót és elindította a Magyar Wikipédiát. 2004. október 5-én létrehozta a magyar Wikidézet projektet is.
2008. szeptember 27-én az újonnan alakult Wikimédia Magyarország Egyesület alapító elnökévé választották. Az általa vezetett szervezetet 2008. november 3-án a nemzetközi Wikimédia Alapítvány felvette tagjai közé, és ezzel párhuzamosan a Fővárosi Bíróság közhasznú szervezetté minősítette.
2009. november 10-én a MATISZ (Magyar Tartalomipari Szövetség) életműdíjjal tüntette ki a Magyar Wikipédia létrehozásáért.

### Szakmai pályafutása évszámokban
- 1993–1994: KKVMF, informatikus
- 1994–1997: Budapest Bank, informatikus
- 1994–1997: ExaBit Bt., ügyvezető igazgató
- 1997–2005: Cory-Net Kft., műszaki igazgató
- 2004–2008: ISZT-elnökségi tag
- 2006–2007: Inectel Kft., műszaki igazgató
- 2008–jelen: Wikimédia Magyarország Egyesület, elnök[4]

## Interjúk
- Rátonyi Gábor Tamás: Ígéretes magyar internetes lexikon. HWSW, 2004. július 13. (Hozzáférés: 2022. február 11.)
- Lelkesít a tudás átadása?. 168 Óra, 2005. december 15. [2016. március 2-i dátummal az eredetiből archiválva]. (Hozzáférés: 2022. február 11.)
- Eltűnik-e a könyv?. ITBusiness, 2008. október 25. [2022. február 11-i dátummal az eredetiből archiválva]. (Hozzáférés: 2022. február 11.)
- Pintér Attila: Wikipédia, a komolyság világjátéka. Népszabadság, 2008. november 15. (Hozzáférés: 2022. február 11.)
- Geri Ádám: „Sokak szerint az is nevetséges, hogy van szócikk a sámánokról”. HVG, 2010. december 20. [2010. december 23-i dátummal az eredetiből archiválva]. (Hozzáférés: 2022. február 11.)
- Barna József: Az Omegával kezdődött a magyar Wikipédia. ITcafé, 2011. január 24. (Hozzáférés: 2022. február 11.)
- Réz B. Gábor: Modernkori kódexmásoló. ITBusiness, 2011. február 1. [2012. március 22-i dátummal az eredetiből archiválva]. (Hozzáférés: 2022. február 11.)
- Heltai András: Enciklopédia a neten: a Wikipédia-sztori. 168 Óra, 2011. március 13. [2012. március 11-i dátummal az eredetiből archiválva]. (Hozzáférés: 2022. február 11.)
- „Nem gondoltam volna, hogy ez lesz belőle” – a magyar Wikipédia alapítójának portréja. HVG, 2018. március 4.

## Előadások
- Kapcsolódás az internetre, 1998. Csatolna Egyesület,
- IPSZILON szeminárium, MTA SZTAKI, Budapest, 2005. június 16. 10:00-16:00 (Wiki - Internetes tartalom kooperatívan I. rész)
- WEB.2.0 Symposium, Az ötlettől a hírnévig, Magyar Telekom székház, 2006. május 29.
- A hálón társam mondd, akarsz-e lenni?, Hírközlési és Informatikai Tudományos Egyesület, Távközlési Klub, 2008. január 24.
- Wikipédia – A közösségi tudás, 2009. november 6-7, Open Educational Forum, Budapest,
- Az emberi tudás új útja (YouTube, videó), Az emberi tudás új útjai Archiválva 2014. május 11-i dátummal a Wayback Machine-ben (OSZK, szöveg); Tízéves a Wikipédia konferencia, 2011. január 15. Országos Széchényi Könyvtár.

## Rádióinterjúk
- Gondolat-jel, Kossuth Rádió (a 36. perctől): interjú Gervai Péterrel a Wikipédia 7. születésnapja alkalmából; 2008. január 20.

## Konferenciák
- „10 éves a Wikipédia” konferencia, Budavári Palota, Országos Széchényi Könyvtár, Budapest, 2011. január 15.[5]
- Open Government Data Workshop, Budapest, 2011. május 19.[6]
- Magyar Feltalálók Napja - Tisztelgés Nobel-díjas géniuszaink előtt, Óbudai Egyetem, Budapest, 2011. június 16.[7]

## Publikációk
- Wikipédia, az ötlettől a hírnévig (prezentációs slide-ok)
- Gervai Péter: Object REXX (Tanfolyami jegyzet) (VIII. Multitasking és segítői, 1997. szeptember 23.)

## Novellái
- Kudarc, 1993. december
- Sár Vársz: A birodalom megszívja, 1995.
- Lánclevelek küldőinek tanfolyama, 1998. október
- Csak egy szellem, 1999. szeptember 16.
- Tiszteld a törvényt!, 2007. január 16.
- Hülye, 2007. július 27.

## Díjak
- eFestival 2009 - Életműdíj a magyar nyelvű Wikipédia létrehozásáért.[8]